# Royal Jordanian
Royal Jordanian là hãng hàng không có trụ sở chính tại Housing Bank Commercial Center ở Amman, Jordan, với các tuyến bay theo lịch trình quốc tế trên bốn lục địa từ căn cứ chính tại Sân bay quốc tế Queen Alia ở Amman (AMM) Jordan. Royal Jordanian (RJ) là một thành viên của Tổ chức các hãng Air Ả Rập và Oneworld, liên minh hàng không toàn cầu. RJ giành được giải "Trung tâm Hàng không châu Á Thái Bình Dương", giải "Airline Turnaround năm 2006". Hãng này cung ứng 500 chuyến bay mỗi tuần, với ít nhất là 110 lượt chuyến khởi hành hàng ngày. Trong năm 2005 công ty đã có thể mua từ viết tắt và mã IATA "RJ" làm một địa chỉ trên mạng Internet, RJ.com. Hoàng gia Jordan đã được bình chọn là "Hãng hàng không của năm 2007" do Tạp chí Air Finance Journal tiến hành.

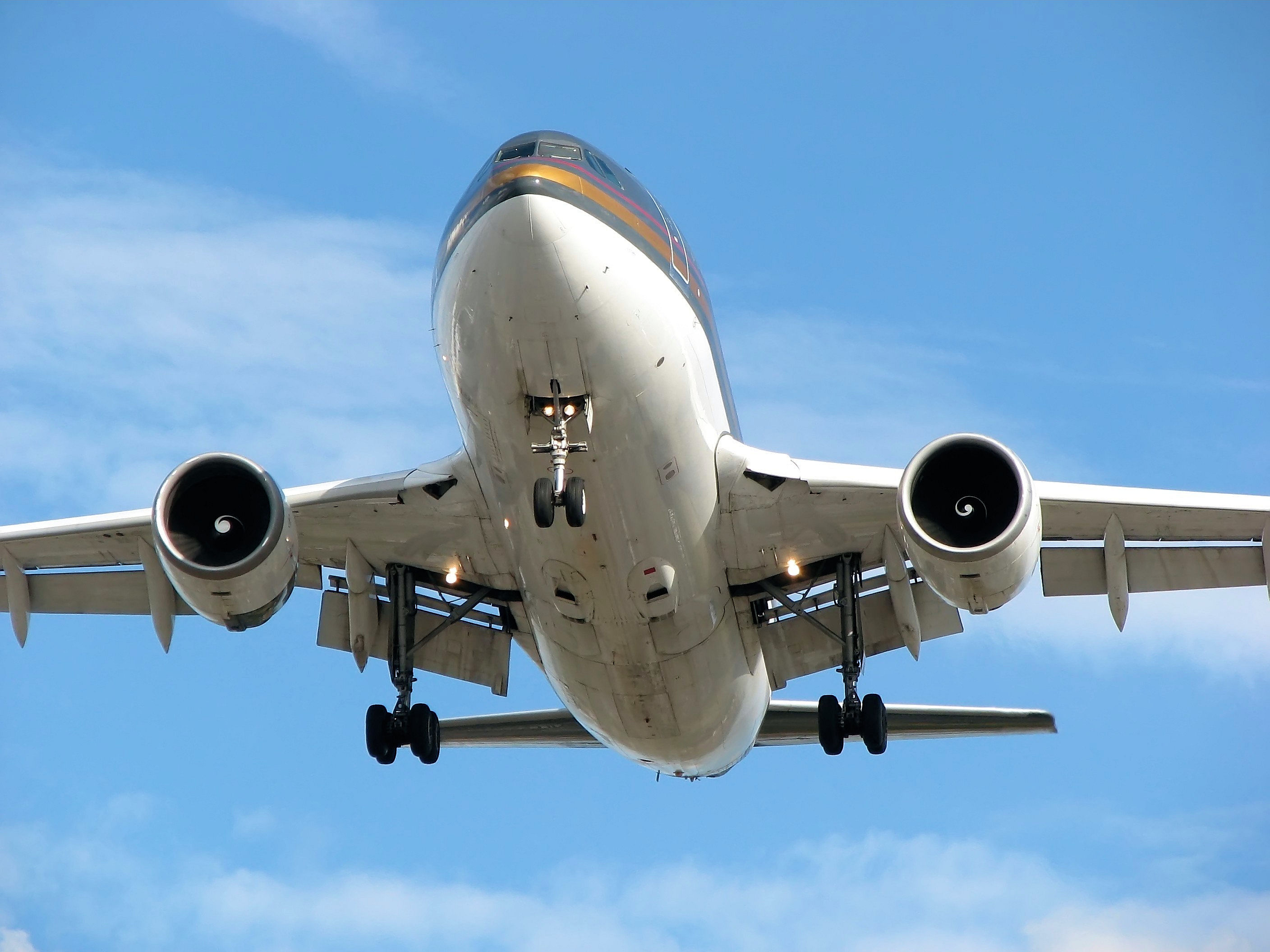
Đây là một chiếc A310 của Royal Jordanian đang chuẩn bị hạ cánh xuống sân bay London Heathrow, Anh.